# Ꚃ
Ꚃ (minuskule ꚃ) je již běžně nepoužívané písmeno cyrilice. V minulosti bylo používáno v abcházštině. Písmeno se podobá písmenu Ѕ v cyrilici a písmenu S v latince.